# Zmrzlíkové ze Svojšína

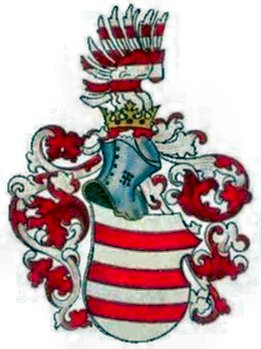
Erb Zmrzlíků ze Svojšína

Zmrzlíkové ze Svojšína byli starý český vladycký rod. Pocházejí ze Svojšína u Stříbra.

## Historie
Mezi první příslušníky rodu patří Ctibor ze Svojšína se syny Oldřichem a Benedou, kteří jsou zmiňováni koncem 12. století. V polovině 13. století založili hrad Třebel nedaleko Černošína na Tachovsku, po kterém se později jedna z rodových větví psala. Vedle větve třebelské existovaly ještě větve volfštejnská, výškovská a šontálská. V rodině se často opakovala jména Beneda, Ctibor a Oldřich.
Přízvisko Zmrzlík se objevuje až koncem 14. století u Petra ze Svojšína. Na příbuznost s vladyky ze Svojšína sice poukazuje i stříbrný  erb  se  třemi  červenými  pruhy, avšak (např. dle Tomkova Dějepisu Prahy) mohl Petr pocházet z pražské měšťanské rodiny a predikát i erb mohl získat od původní vladycké rodiny.
Petr starší Zmrzlík působil v letech 1406–1409 jako královský mincmistr. Získal hrady Žleby, Orlík a Kašperk, věnem obdržel Lnáře, Kasejovice, koupil Březnici a další statky. Podporoval husitské hnutí, snažil se usmířit tábority a pražany, avšak v roce 1421 zemřel. Ze svého jmění financoval česky psaný překlad Bible a překlad Trojánské kroniky.

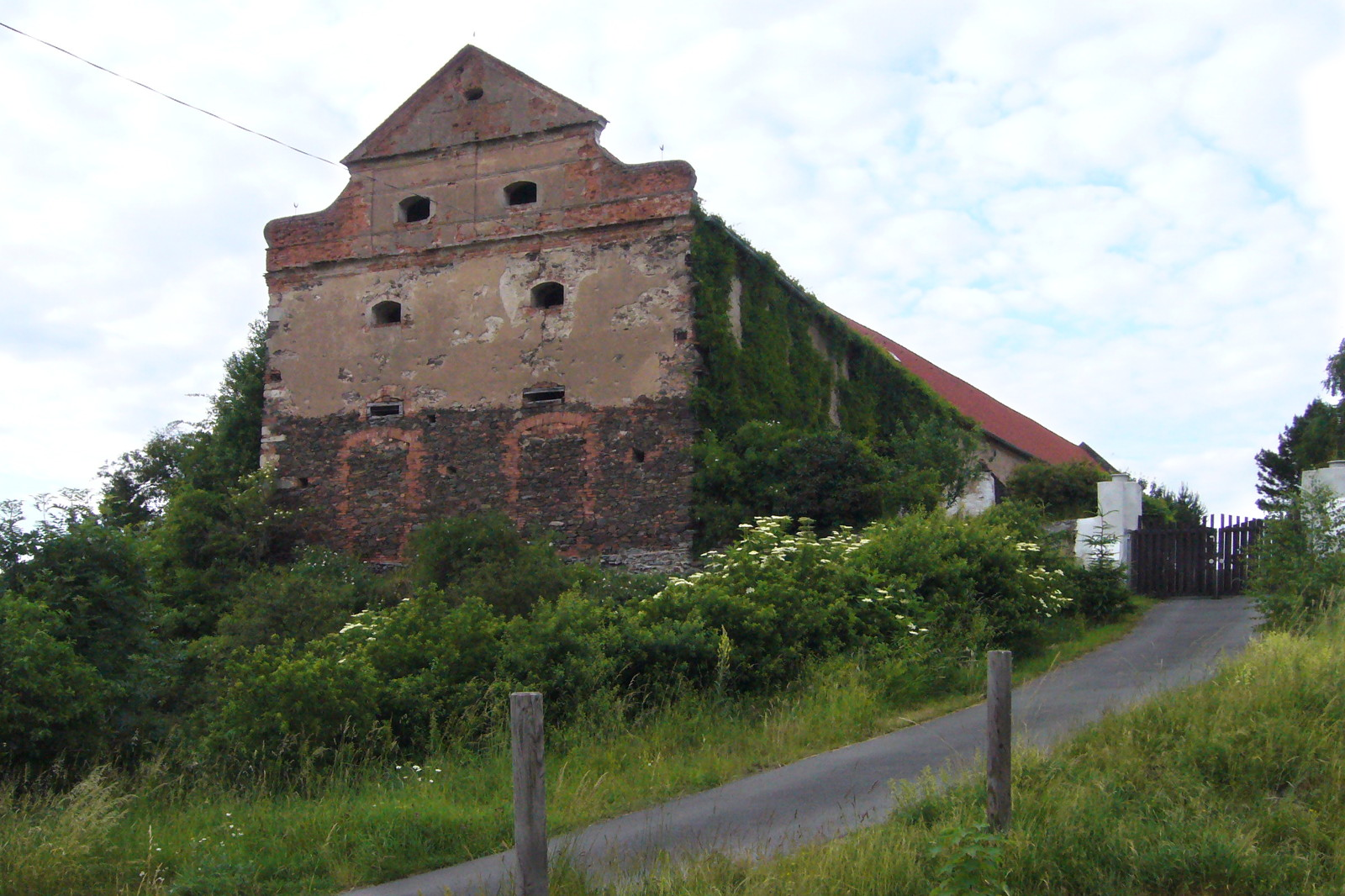
Hrad Třebel

Jeho tři synové, Petr, Jan a Václav, kteří si rozdělili otcův majetek, stáli rovněž na straně husitů. Petr mladší Zmrzlík se angažoval spíše v lokálních válkách, zatímco Jan se podílel i na zahraničních taženích husitských polních vojsk. Roku 1427 hájily oddíly bratří Zmrzlíků Stříbro proti německým vojskům, v bitvě u Lipan bojoval Petr na straně koalice.  Bratři se přiklonili na stranu krále Zikmunda Lucemburského, od kterého časem získali Kostelec nad Vltavou, Tochovice a Rožmitál pod Třemšínem. Jan zemřel kolem roku 1440. V období bezvládí jsou Petr a Václav zmiňování jako účastníci drobných vnitřních půtek, škodili zejména Oldřichovi z Rožmberka; později se stali členy Poděbradské jednoty. Václav zemřel bezdětný, Petr měl tři syny, Jana, Jaroslava a Václava. Z nich je více znám Jaroslav, který patřil k věrným Jiřího z Poděbrad. V letech 1469–1472 vedl drobnou válku s Rožmberky a od roku 1475 se Švamberky, kteří podporovali Matyáše Korvína. O dalších potomcích bratrů se toho mnoho neví. Václav Zmrzlík ze Svojšína na počátku 16. století koupil Lažánky a Jindřichovice a dosáhl u krále Vladislava Jagelonského propuštění hradu Orlíka z manství; většinu statků však brzy prodal. Další příslušník rodu, Petr, držel Nalžov a Neprachov.
Roku 1568 rod Václavem Zmrzlíkem vymřel  po  meči.

## Majetek
Většího majetku se rod domohl za Petra Zmrzlíka staršího a jeho synů. Své hlavní statky měli na Prácheňsku. Po několik generací drželi např. Orlík,  Lnáře  či  Březnici. Kratší dobu měli v držení např. Žleby, Chotěboř a Oheb, nebo původně církevní statky, které získali za husitských válek (panství rožmitálské, tochovské a kostelecké).

## Erb
První dochovaná  zpráva o erbu vladyků ze Svojšína je z roku 1323. Ve štítu nosili stříbrné a červené pruhy. V 15. století dosáhl Václav polepšení erbu o klenot s dvojicí orlích křídel.

## Příbuzenstvo
Spojili se s Šternberky, Švamberky, Lobkovici, pány z Donína či z Frymburka.